# Enrique Pineda Barnet
Enrique Pineda Barnet (La Habana, Cuba; 28 de octubre de 1933-Ib., 12 de enero de 2021) fue un director de cine, guionista, periodista y actor cubano.

## Biografía
Fue fundador de Teatro Estudio, academia donde se iniciaron gran cantidad de actores del país y de la Unión de Escritores y Artistas de Cuba (UNEAC). Impartió cursos, maestrías y talleres en más de cuarenta países y participó como jurado o ponente en diversos eventos cinematográficos. Fue distinguido con el Premio Nacional de Literatura Hernández Catá y el Premio Festival de la Canción Cubana. Fue reconocido con el Premio Nacional de Cine en el año 2006.
Entre sus obras más destacadas se pueden mencionar su filme de ballet Giselle, estrenada en 1963, y La bella del Alhambra, estrenada en 1989, película que convocó a más de dos millones de espectadores a las salas de cine en Cuba. Este último largometraje fue reconocido con diferentes distinciones, como el Premio Goya a la Mejor película extranjera de habla hispana en 1989, seleccionada como aspirante al Óscar a la mejor película de habla no inglesa, y el Premio Mano de Bronce en el Festival Latino de Nueva York.
Enrique Pineda Barnet también fue acreditado con realizar el primer corto experimental cubano, Cosmorama (1964), ahora parte de la colección permanente en el Museo Nacional Centro de Arte Reina Sofía en Madrid.
En 2010, fue honrado por su trayectoria de más de cuarenta años en el Habana Film Festival de Nueva York.

## Filmografía
Entre sus participaciones en diversas películas, encontramos:
- Giselle (1963) – Ficción, 90 minutos - Guion y dirección
- Soy Cuba (1963) – Ficción, 110 minutos - Coguionista[7]
- Crónica Cubana (1964) – Ficción - Coguionista
- Cosmorama (1964) - Corto experimental - Dirección
- Aire Frío (1965) – Ficción, 20 minutos
- La Gran Piedra (1965) – Documental, 9 minutos
- David (1967) – Ficción - Guion y dirección
- Che (1968) – Documental
- Guillén (1969) – Documental, 10 minutos
- Rodeo (1972) – Documental, 21 minutos
- Mella (1975) – Ficción, 110 minutos - Guion y dirección
- Versos sencillos (1975) – Documental, 17 minutos - Guion y dirección
- Rostros del Báltico (1977) – Documental, 10 minutos
- La sexta parte del mundo (1977) – Documental
- Aquella larga noche (1979) – Ficción, 110 minutos - Coguionista y dirección
- Tiempo de amar (1981) – Ficción, 90 minutos - Coguionista y dirección
- Ensayo romántico (1985) – Documental, 30 minutos - Guion y dirección
- La Bella del Alhambra (1989) – Ficción, 108 minutos - Coguionista y dirección
- Angelito mío (1998) – Ficción, 110 minutos - Guion y dirección
- Los tres juanes (2000) – Ficción, 13 minutos - Guion y dirección
- La Anunciación (2009) – Ficción
- Verde-Verde (2012) – Ficción - Guion y dirección